# 7 arte
7 arte este un film românesc din 1958 regizat de Ion Popescu Gopo.